# La Costa Resort & Spa
Het La Costa Resort & Spa is een hotelresort in de Verenigde Staten. Het resort werd opgericht in 1965 en bevindt zich in Carlsbad, Californië.
Het resort beschikt over twee 18-holes golfbanen met een par van 72 en beide golfbanen hebben een eigen naam: de "Legends"-baan of de "North"-baan en de "Champions"-baan of de "South"-baan. Beide golfbanen werden ontworpen door de golfbaanarchitecten Dick Wilson en Joe Lee. De "Champions"-baan is de enige baan die waterhindernissen heeft.
Naast twee golfbanen, beschikt het resort ook vier openluchtzwembaden, jacuzzi's, zeventien tennisbanen (hardcourtbanen), een fitnesscentrum en een kindertuin. Het resort kan ook bepaalde evenementen aanbieden zoals bruiloften.

## Toernooien

### Golf
Voor het golftoernooi werd er altijd op de "Champions"-baan gespeeld en voor de heren is de lengte van de baan 6558 m met een par van 72. De course rating is 75,1 en de slope rating is 140.
- Tournament of Champions: 1969-1998
- WGC - Matchplay: 1999-2000 & 2002-2008

### Tennis
- WTA-toernooi van San Diego: 1991–2013[3]